# Mortagne (rivière)
Pour les articles homonymes, voir Mortagne.
La Mortagne est une rivière française du Grand Est, qui coule dans les départements des Vosges et de Meurthe-et-Moselle. C'est un affluent de la Meurthe en rive gauche, donc un sous-affluent du Rhin par la Meurthe puis par la Moselle.

## Géographie
La Mortagne nait dans le massif du Haut Jacques dans les Vosges, à Saint-Léonard, à 550 m d'altitude, localité située à quatre kilomètres au sud de Saint-Dié-des-Vosges. Elle descend rapidement, en direction de l'ouest, la vallée encaissée des Rouges-Eaux jusqu'à Brouvelieures. Dès cet endroit, elle adopte la direction générale du nord-ouest, orientation qu'elle maintient tout au long du reste de son parcours. À partir de Rambervillers, son cours devient très paresseux et dessine de nombreux méandres.
Après un parcours de 75 km, elle rejoint la Meurthe en rive gauche à Mont-sur-Meurthe, à 223 m d'altitude, localité située à cinq kilomètres au sud-ouest (en aval) de Lunéville.
La Mortagne arrose des villages historiques tels Magnières, Moyen et Gerbéviller, et elle-même fut l'enjeu d'une bataille en 1914.

### Communes et cantons traversés
D'amont en aval :
- département des Vosges : Taintrux, Les Rouges-Eaux, Bois-de-Champ, Mortagne, Domfaing, Brouvelieures, Fremifontaine, Autrey, Saint-Gorgon, Jeanménil, Rambervillers, Roville-aux-Chênes, Saint-Maurice-sur-Mortagne, Xaffévillers et Deinvillers ;

- département de Meurthe-et-Moselle : Magnières, Vallois, Moyen, Gerbéviller, Haudonville, Lamath, Xermaménil et Mont-sur-Meurthe.

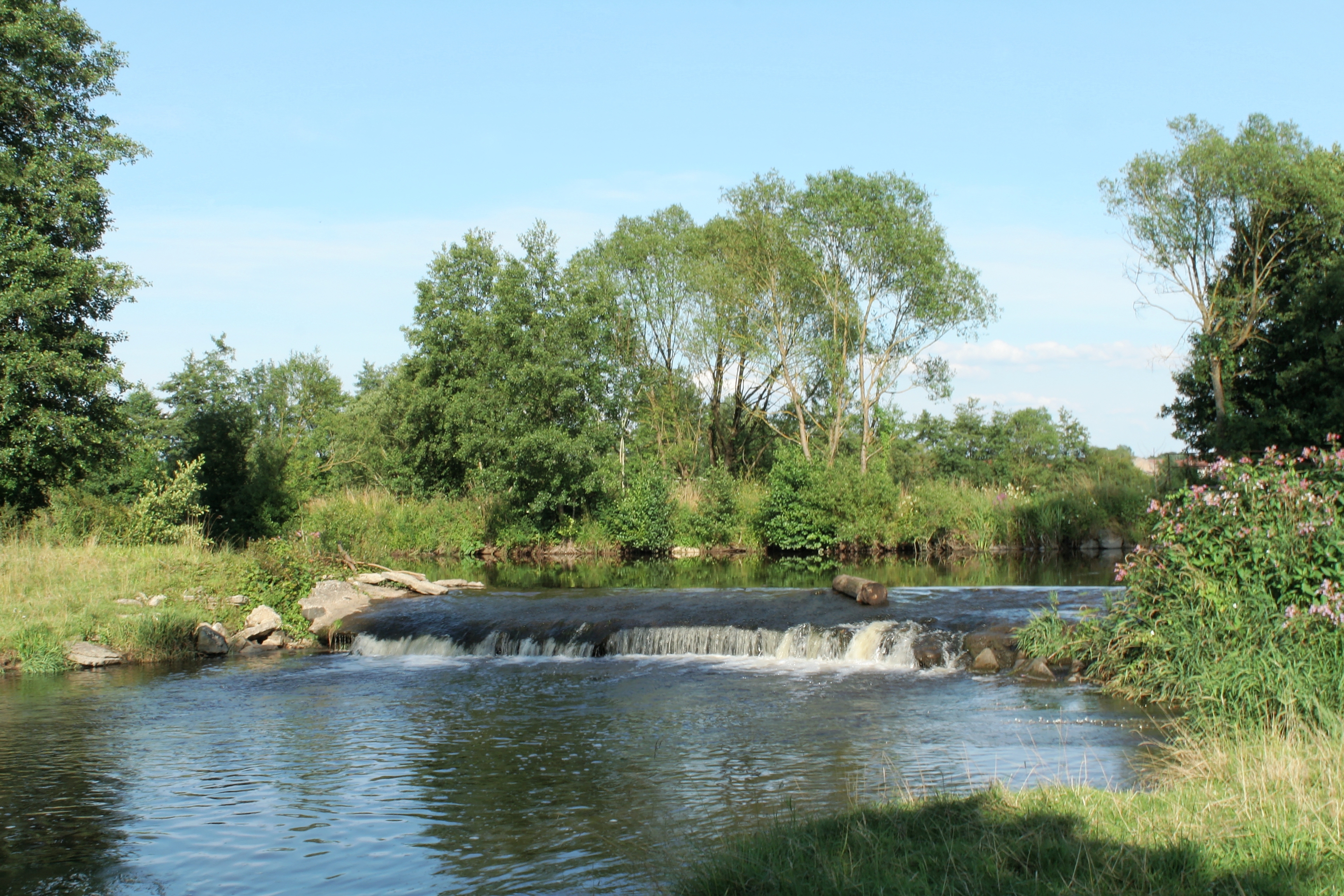
Au Vieux Pré, à l'entrée de Magnières.

### Toponymes
La Mortagne a donné son hydronyme aux deux communes suivantes de Saint-Maurice-sur-Mortagne et Mortagne.

### Bassin versant
La Mortagne traverse quinze zones hydrographiques.

## Affluents
La Mortagne a vingt-neuf affluents référencés.
Ses principaux affluents sont, d'amont en aval :
- le ruisseau de Blanche Fontaine ;
- le ruisseau de la Colline des Eaux ;
- le ruisseau de Badal ;
- le ruisseau de Moranviller ;
- l'Arentèle ;
- le Monseigneur ;
- le Padozel ;
- la Nauve ;
- la Belvitte.

## Hydrologie
La Mortagne est une rivière assez abondante, comme tous les cours d'eau issus de la partie sud de la région Grand Est.

### La Mortagne à Gerbéviller
Son débit a été observé sur une période de 48 ans (1969-2016), à Gerbéviller, à 233 m d'altitude, localité du département de Meurthe-et-Moselle située à une dizaine de kilomètres en amont de son confluent avec la Meurthe à Mont-sur-Meurthe. Le bassin versant de la rivière y est de 493 km2 (soit près de 85 % de sa totalité qui fait 582 km2).
Le module de la rivière à Gerbéviller est de 5,71 m3/s.
La Mortagne présente des fluctuations saisonnières de débit bien marquées, comme bien souvent en Lorraine, et son profil hydrologique général ressemble beaucoup à celui de la Meurthe. Elle présente des hautes eaux d'hiver portant le débit mensuel moyen à un niveau situé entre 8,36 et 9,84 m3/s, de décembre à mars inclus (avec un maximum en janvier), et des basses eaux d'été, de juillet à septembre, avec une baisse du débit moyen mensuel jusqu'à 2,43 m3/s au mois d'août. Mais les fluctuations sont bien plus prononcées sur de courtes périodes.

### Étiage ou basses eaux
À l'étiage, le VCN3 peut chuter jusque 0,77 m3/s, en cas de période quinquennale sèche, ce qui est assez bas, mais parfaitement normal sur le plateau lorrain.

### Crues
Les crues peuvent être importantes, comme c'est souvent le cas d'autres rivières lorraines comme la Meurthe, le Madon ou encore l'Orne. Les QIX 2 et QIX 5 valent respectivement 64 et 94 m3/s. Le QIX 10 est de 110 m3/s, le QIX 20 de 130 m3/s et le QIX 50 de 160 m3/s.
Le débit instantané maximal enregistré à Gerbéviller a été de 235 m3/s le 3 octobre 2006, tandis que la valeur journalière maximale était de 143 m3/s le 4 octobre de la même année. En comparant la première de ces valeurs à l'échelle des QIX explicitée plus haut, il ressort que ces crues étaient plus abondantes que celles calculées pour une crue cinquantennale, et donc tout à fait exceptionnelles.

### Lame d'eau et débit spécifique
Au total, la Mortagne est une rivière abondante, alimentée par des précipitations elles aussi abondantes, dans la zone supérieure de son bassin faisant partie de l'ouest du massif des Vosges notamment. La lame d'eau écoulée dans son bassin versant est de 372 millimètres annuellement, ce qui est assez élevé, supérieur à la moyenne d'ensemble de la France (320 millimètres par an), mais inférieur à la moyenne de la totalité du bassin français de la Moselle (445 millimètres par an à Hauconcourt, en aval de Metz). Le débit spécifique de la rivière (ou Qsp) atteint 11,8 litres par seconde et par kilomètre carré de bassin.

## Qualité de l'eau
En 2006, l'Agence de l'Eau Rhin-Meuse attribuait à l'eau de la Mortagne, analysée au niveau de Moyen (un peu en amont de Gerbéviller), la qualité de « mauvaise » (catégorie 3), à l'inverse des deux années précédentes où la qualité de « bonne » (1B) lui était attribuée. La raison en est une demande chimique en oxygène (DCO) en très forte augmentation (passage brusque de 21 à 51 mg/litre), niveau lui aussi qualifié de « mauvais ». À noter que le taux de saturation en oxygène atteignait encore le bon chiffre de 80 %, et correspondait à 7,1 milligrammes par litre, ce qui est considéré comme « très bon », tandis que la teneur en ion ammonium ou NH4+ se situait au bon niveau de 0,17 mg/litre.

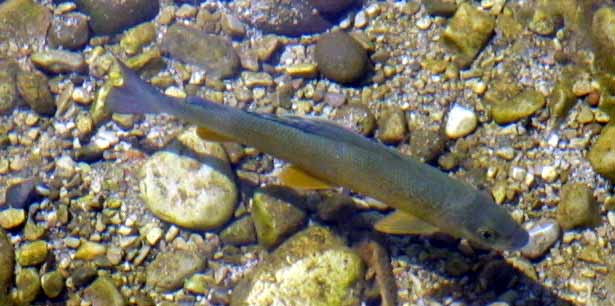
L'ombre commun est très exigeant pour la pureté des eaux.

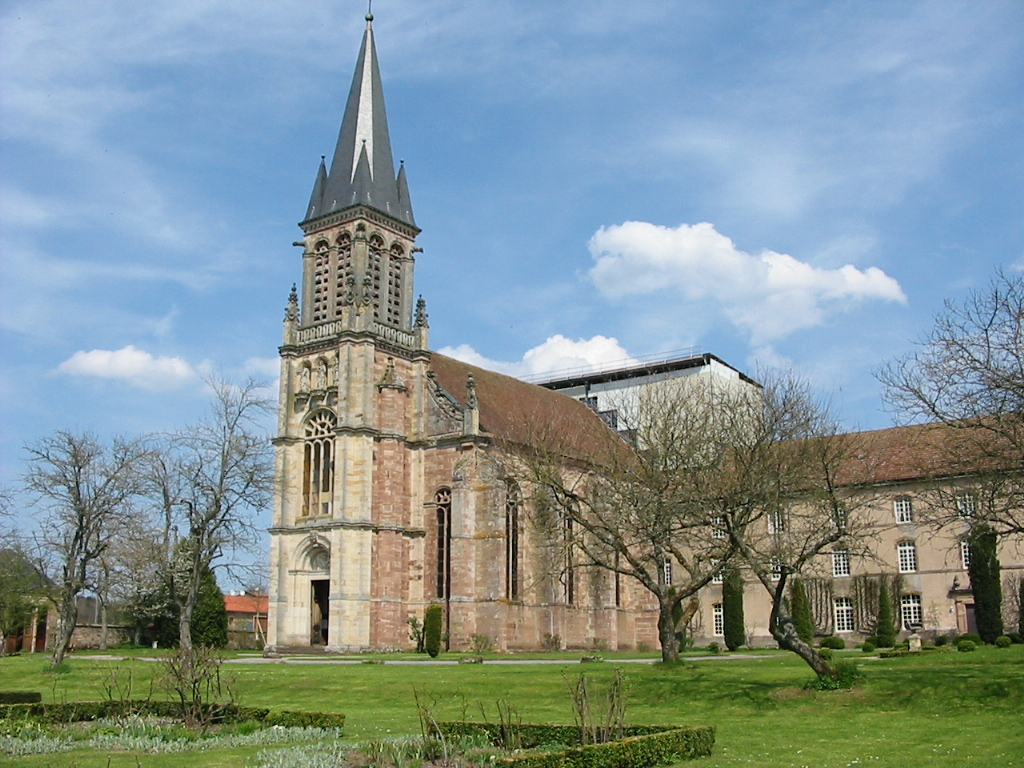
Autrey : l'abbaye Notre-Dame, l'abbatiale et l'ancien séminaire.

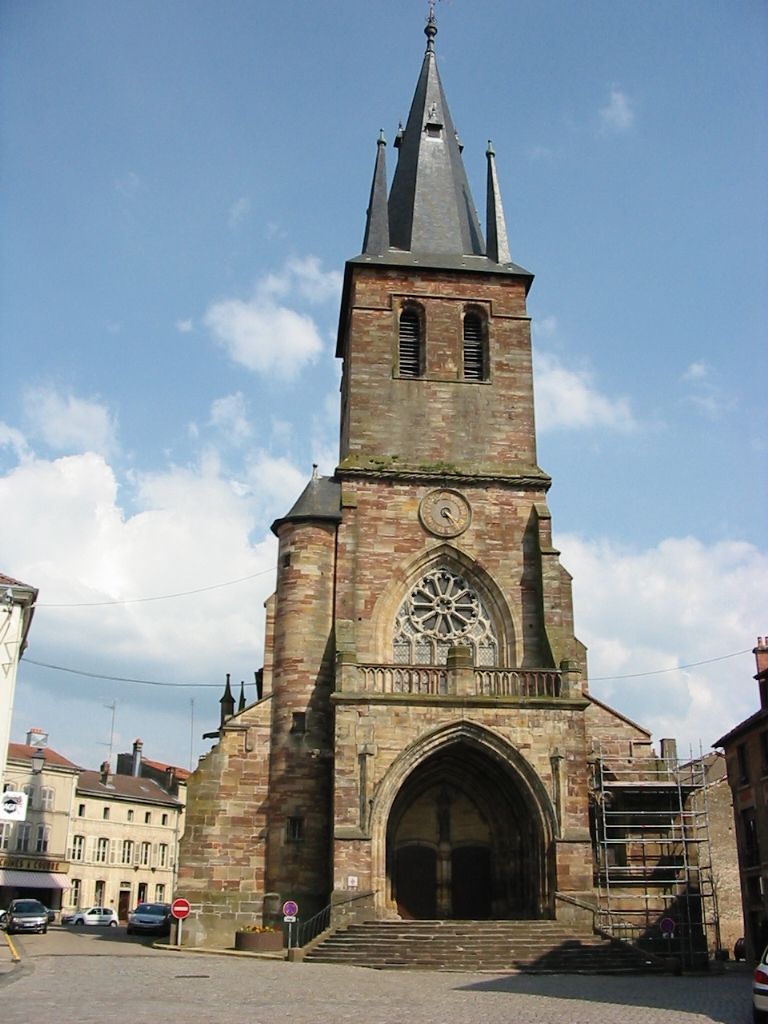
Rambervillers : église Sainte-Libaire.

## Pêche
Pour la pêche, la Mortagne est classée comme cours d'eau de deuxième catégorie sur la partie aval de son parcours. Elle est rivière de première catégorie en amont de Rambervillers (au-delà du pont de la RD 46), et notamment à Autrey. Parmi les poissons les plus importants : truite fario et ombre commun dans la Mortagne (section première catégorie) ; truite fario, cyprinidés d'eau vive, brochet et perche dans la section de la Mortagne située à l'aval de Rambervillers. Enfin truite fario dans les ruisseaux (Colline des Eaux et Monseigneur), ainsi que dans l'Arentèle.

## Patrimoine - Tourisme
- Autrey : abbaye Notre-Dame, la seule des Vosges à avoir échappé au vandalisme de la Révolution et du XIXe siècle. Abbatiale des XVIe et XVIIe siècles (monument historique), Chapelle Saint-Hubert, chef-d'œuvre de la Renaissance, cloître du XVe siècle (monument historique), divers autres bâtiments du XVIIIe siècle. Église Sainte-Hélène avec vitraux du XVe siècle. Étangs. Forêt de Rambervillers. Pêche, chasse, cyclisme, randonnées.
- Jeanménil : bois, étangs. Parc d'attractions (Fraispertuis-City). Sports : ski, promenade, cyclotourisme, sports équestres. Pêche.
- Rambervillers : ancienne ville-forte des évêques de Metz, ravagée lors de la guerre de Trente Ans. Diverses tours médiévales d'enceinte subsistent (inscrites monument historique). Vestiges du château épiscopal du XIVe siècle (inscrit monument historique). Château des capucins du XVIIIe siècle avec salle voûtée souterraine, orangerie, parc (inscrit monument historique). Hôtel de ville Renaissance du XVIe siècle en grès rouge (monument historique). Église Sainte-Libaire du XVe siècle avec un mobilier des XVIe et XVIIIe siècles, patrimoine industriel, maison du peuple. Papeteries. Station climatique d'été. Bois et forêt domaniale. Pêche dans la Mortagne, chasse, cyclotourisme, équitation, randonnées, camping.
- Magnières : restes d'un château du XIVe siècle. Promenades en vélorail sur une ancienne voie de chemin de fer de 25 km. Pêche à l'étang.
- Vallois : importants vestiges de villa gallo-romaine avec peintures murales. Église du XVIIIe siècle avec tour du XVe siècle.
- Moyen : restes du château de Qui-Qu'en-Grogne ou de Moyen (monument historique et site classé), tour de la prison, remparts, pont médiéval sur la Mortagne. Église du XIVe siècle avec tour latérale. Promenades en canoë-kayak entre Magnières et Gerbéviller.